# Лодико, Гастон
Гастон Андрес Лодико (исп. Gastón Andrés Lodico; род. 28 мая 1998, Ланус) — аргентинский футболист, полузащитник аргентинского клуба «Ланус», выступающий на правах аренды за «Институто».

## Биография
Гастон Лодико присоединился к футбольной школе «Лануса» в 2008 году. 27 января 2018 года он дебютировал в аргентинской Примере, выйдя в основном составе в домашнем матче против «Патронато». Игра завершилась со счётом 1:1. 21 апреля того же года Лодико забил свой первый гол на высшем уровне, сравняв счёт в гостевой игре с командой «Сан-Мартин де Сан-Хуан».
В первой половине 2020 года на правах аренды выступал за венгерский «Ференцварош», в составе которого стал чемпионом страны.
В розыгрыше Южноамериканского кубка Гастон сыграл только в одном матче, против «Боливара» в первой игре 1/8 финала (поражение 2:1).

## Титулы и достижения
- Чемпион Венгрии (1): 2019/20
- Финалист Южноамериканского кубка (1): 2020

## Статистика выступлений
| Клуб             | Сезон            | Лига                     | Лига | Лига | Кубок страны | Кубок страны | Кубок Лиги | Кубок Лиги | Континентальные турниры | Континентальные турниры | Другие | Другие | Итого | Итого |
| Клуб             | Сезон            | Дивизион                 | Игры | Голы | Игры         | Голы         | Игры       | Голы       | Игры                    | Голы                    | Игры   | Голы   | Игры  | Голы  |
| ---------------- | ---------------- | ------------------------ | ---- | ---- | ------------ | ------------ | ---------- | ---------- | ----------------------- | ----------------------- | ------ | ------ | ----- | ----- |
| Ланус            | 2017/18          | Примера                  | 14   | 1    | 0            | 0            | —          | —          | 2                       | 0                       | 0      | 0      | 16    | 1     |
| Ланус            | 2018/19          | Примера                  | 14   | 1    | 2            | 0            | 3          | 0          | 0                       | 0                       | 0      | 0      | 19    | 1     |
| Ланус            | 2019/20          | Примера                  | 4    | 0    | 0            | 0            | 0          | 0          | 0                       | 0                       | 3      | 0      | 7     | 0     |
| Ланус            | Итого            | Итого                    | 32   | 2    | 2            | 0            | 3          | 0          | 2                       | 0                       | 3      | 0      | 42    | 2     |
| Ференцварош      | 2019/20          | Национальный чемпионат I | 5    | 0    | 0            | 0            | —          | —          | 0                       | 0                       | 0      | 0      | 5     | 0     |
| Итого за карьеру | Итого за карьеру | Итого за карьеру         | 37   | 2    | 2            | 0            | 3          | 0          | 2                       | 0                       | 3      | 0      | 47    | 2     |